# Jean-Noël von der Weid
 (juillet 2016).
Jean-Noël von der Weid, né le 3 juin 1944 à Fribourg et mort le 22 août 2023 à Paris (12e arrondissement de Paris), est un essayiste, critique musical, musicologue et journaliste suisse.

## Biographie
Jean-Noël von der Weid naît le 3 juin 1944 à Fribourg.
Après des études classiques latin-grec au collège Saint-Michel de Fribourg, puis des études supérieures de linguistique et de musique à la faculté des lettres de Strasbourg (1965-1969), il se fixe à Paris en 1970[réf. nécessaire], où il travaille dans l'édition (Hachette, Fayard, Larousse, Actes Sud…).
De 1998 à 1999, il est consultant éditorial à la Fondation Abdul-Aziz de Casablanca pour l'Institut français du Maroc à Rabat[réf. nécessaire]. En tant que linguiste, il a participé à l'élaboration du dictionnaire de l'Académie française (2000-2001), ainsi qu'à celle de la Musik in Geschichte und Gegenwart (MGG, La musique dans l'histoire et le présent, 1992-2002) et du Grove Dictionary of Music and Musicians (1992-2002). En tant que musicien, il participe à des stages de musique contemporaine au Centre Acanthes d'Aix-en-Provence, avec Karlheinz Stockhausen (1977), György Ligeti (1979) et Mauricio Kagel (1981), et il suit un cursus d'informatique musicale à l'Ircam (Paris, 1991).[réf. nécessaire]
Il a contribué à des revues spécialisées (Le Monde de la musique, Dissonance et Neue Musik Zeitung notamment) et fut responsable des rubriques musique contemporaine, jazz et littérature allemande d'Info Matin (1994-1996).[réf. nécessaire]
Il a publié un ouvrage sur la musique contemporaine du « court XXe siècle ». L'ouvrage a créé une polémique lors de sa première publication, à la suite de la radicalité assumée dans ses choix de compositeurs, laissant dans l'ombre tous ceux « dont l'inexistence n'aurait pas infléchi le cours de l'histoire musicale ».
Jean-Noël von der Weid meurt à Paris (12e arrondissement de Paris) le 22 août 2023.

## Publications
- « Sommes-nous modernes ? », Musique aujourd'hui, Acte Sud et Radio France, 1987.
- La Musique du XXe siècle, Fayard/Pluriel, 1992 [5e édition, 2010 et réimpr. 2015] ; traduction allemande : Die Musik des 20. Jahrhunderts, Frankfurt am Main und Leipzig, Insel Suhrkamp, 2001 ; traduction italienne : La musica del XX secolo, Milan, BMG Ricordi LIM, 2002.
- L'Art dégénéré : une exposition sous le IIIe Reich, (collectif), Éd. Jacques Bertoin, 1992.
- Le Rêve, Marabout, 1993.
- Les Musiciens du XIXe siècle, Marabout, 1993.
- L'Art allemand depuis 1945, Médiathèque de la cité de la musique, 2003.
- Le Nu dans l'art. L'apothéose des corps, Solar, 2007.
- Le Flux et le fixe. Peinture et musique, Fayard, 2012 (rééd. 2015).
- Orgies et bacchanales. Triomphe de l'excès, Berg International Éditeurs, 2014.
- Papiers sonores, Aedam Musicae, 2016.
- Papiers sonores II, Aedam Musicae, 2018.
- Luis de Pablo, Bâtisseur d'essentiel, Aedam Musicae, 2020.
- Scherzos insolites, Aedam Musicae, 2021.